# Theodor Klauser
Theodor Klauser (* 25. Februar 1894 in Ahaus; † 24. Juli 1984 in Bonn) war ein deutscher katholischer Theologe, Liturgiehistoriker, Kirchenhistoriker und Christlicher Archäologe.

## Leben
Theodor Klauser war der Sohn eines Katasterbeamten. Er verbrachte seine Schulzeit in Essen und in Münster. Nach dem Abitur 1912 am Gymnasium Paulinum im westfälischen Münster studierte er zunächst in Freiburg im Breisgau Jura, trat dann in das Benediktiner-Kloster Gerleve ein, wo er am 3. April 1918 die Priesterweihe empfing. 1919 wurde er zum Weiterstudium bei Franz Joseph Dölger nach Münster gesandt. 1921 schied er aus dem Benediktinerorden aus und trat als Weltpriester in den Klerus des Erzbistums Paderborn ein. 1925 promovierte er mit der Arbeit Die Cathedra im Totenkult der heidnischen und christlichen Antike (erschienen Münster 1927) zum Dr. theol. Es folgten Jahre des Schuldiensts, neben dem er sich auf seine Habilitation vorbereitete. Im Wintersemester 1930/31 erhielt er aufgrund der Arbeit Das römische Capitulare Evangeliorum. Texte und Untersuchungen zu seiner ältesten Geschichte (erschienen Münster 1935) an der Universität Bonn die Lehrbefugnis für Kirchengeschichte mit Einschluss der Christlichen Archäologie, Religions- und Liturgiegeschichte. Von 1931 bis 1934 war er als Assistent für Christliche Archäologie an der Römischen Abteilung des Deutschen Archäologischen Instituts tätig. Nach Bonn zurückgekehrt konnte er, da er der NSDAP nicht beitrat, nicht mit einer Berufung auf einen Lehrstuhl rechnen.
Zusammen mit dem Archäologen Helmut Kruse (ebenfalls ein Schüler F. J. Dölgers) und dem Leidener Latinisten Jan Hendrik Waszink begann er in dieser Zeit mit der Planung des Reallexikons für Antike und Christentum, das in lexikalischer Form den Umformungsprozess der antiken Kulturen durch das Christentum und deren Einflüsse auf die Entwicklung des Christentums erforscht. Die erste Lieferung des Reallexikons erschien 1941; es wird jetzt weitergeführt durch das Franz Joseph Dölger-Institut der Universität Bonn.
Erst nach dem Ende des Dritten Reichs konnte Klauser den Bonner Lehrstuhl seines 1940 verstorbenen Lehrers Dölger übernehmen. Als Dekan seiner Fakultät 1946/47, als Prorektor seit Februar 1948 und dann zweimaliger Rektor der Universität Bonn 1948/49 und 1949/50, als Präsident des Deutschen Akademischen Austauschdienstes und Mitglied in einer Vielzahl von wissenschaftspolitischen Gremien galt der Großteil seiner Arbeit dem Wiederaufbau des Wissenschaftsbetriebs im Nachkriegsdeutschland. Daneben entfaltete er eine Lehrtätigkeit, die auch Hörer aus den Nachbardisziplinen anderer Fakultäten anzog.
1955 gründete er das Franz Joseph Dölger-Institut zur Erforschung der Spätantike, das die Fortführung des Reallexikons für Antike und Christentum sichern soll. Er selbst leitete dieses Institut bis 1972. Hauptherausgeber des Reallexikons blieb er bis zu seinem Tod. 1958 begründete er zusammen mit Eduard Stommel und Alfred Stuiber das Jahrbuch für Antike und Christentum.
Klauser war Mitglied des Deutschen Archäologischen Instituts und von 1948 bis 1965 Mitglied seiner Zentraldirektion, seit 1951 korrespondierendes Mitglied der Göttinger Akademie der Wissenschaften, seit 1952 ordentliches Mitglied der Arbeitsgemeinschaft für Forschung des Landes Nordrhein-Westfalen (der heutigen Nordrhein-Westfälischen Akademie der Wissenschaften) in Düsseldorf, Inhaber des Großen Verdienstkreuzes der Bundesrepublik Deutschland (1954) mit Stern (1974) und des Komturkreuzes des Verdienstordens der Republik Italien (1956); 1969 ernannte die Universität zu Köln ihn zum Dr. phil. h. c. Seine Fachgenossen ehrten ihn mit zwei umfangreichen Festschriften.

## Veröffentlichungen (Auswahl)
- Die Cathedra im Totenkult der heidnischen und christlichen Antike (= Liturgiegeschichtliche Forschungen. Band 9). Münster 1927 (Dissertation).
- Das römische Capitulare Evangeliorum. Texte und Untersuchungen zu seiner ältesten Geschichte (= Liturgiegeschichtliche Quellen und Forschungen. Band 28). Münster 1935 (Habilitationsschrift).
- Die römische Petrustradition im Lichte der neuen Ausgrabungen unter der Peterskirche (= Arbeitsgemeinschaft für Forschung des Landes Nordrhein-Westfalen. Band 24). Köln/Opladen 1956.
- Studien zur Entstehungsgeschichte der christlichen Kunst. In: Jahrbuch für Antike und Christentum. Bände 1–10, 1958–1967.
  - Studien zur Entstehungsgeschichte der christlichen Kunst I. In: Jahrbuch für Antike und Christentum. Band 1, 1958, S. 20–51.
  - Studien zur Entstehungsgeschichte der christlichen Kunst II. In: Jahrbuch für Antike und Christentum. Band 2, 1959, S. 115–145.
  - Studien zur Entstehungsgeschichte der christlichen Kunst III. In: Jahrbuch für Antike und Christentum. Band 3, 1960, S. 112–133.
  - Studien zur Entstehungsgeschichte der christlichen Kunst IV. In: Jahrbuch für Antike und Christentum. Band 4, 1961, S. 128–145.
  - Studien zur Entstehungsgeschichte der christlichen Kunst V. In: Jahrbuch für Antike und Christentum. Band 5, 1962, S. 113–124.
  - Studien zur Entstehungsgeschichte der christlichen Kunst VI. In: Jahrbuch für Antike und Christentum. Band 6, 1963, S. 71–100.
  - Studien zur Entstehungsgeschichte der christlichen Kunst VII. In: Jahrbuch für Antike und Christentum. Band 7, 1964, S. 67–76.
  - Studien zur Entstehungsgeschichte der christlichen Kunst VIII. In: Jahrbuch für Antike und Christentum. Band 8/9, 1965/66, S. 126–170.
  - Studien zur Entstehungsgeschichte der christlichen Kunst IX. In: Jahrbuch für Antike und Christentum. Band 10, 1967, S. 82–120.
- Kleine Abendländische Liturgiegeschichte. Bericht und Besinnung. Hanstein, Bonn 1965.
- mit Friedrich Wilhelm Deichmann: Frühchristliche Sarkophage in Bild und Wort. Graf, Olten 1966.
- Gesammelte Arbeiten zur Liturgiegeschichte, Kirchengeschichte und Christlichen Archäologie. Herausgegeben von Ernst Dassmann (= Jahrbuch für Antike und Christenstum. Ergänzungsband 3). Aschendorff Verlag, Münster 1974 (2. Auflage 1977).
- Henri Leclercq, 1869–1945. Vom Autodidakten zum Kompilator großen Stils (= Jahrbuch für Antike und Christenstum. Ergänzungsband 5). Aschendorff Verlag, Münster 1977.
- Franz Joseph Dölger, 1879–1940. Sein Leben und sein Forschungsprogramm „Antike und Christentum“ (= Jahrbuch für Antike und Christenstum. Ergänzungsband 7). Aschendorff Verlag, Münster 1980.